# Microcrambus niphosella
Microcrambus niphosella là một loài bướm đêm trong họ Crambidae.